# Гдиня
Гди́ня (пол. Gdynia) — місто на півночі Польщі в Поморському воєводстві, розташоване на березі Гданської затоки. Розташована в Кашубії, у Гданській Померанії, Гдиня є частина міської агломерації разом із Сопотом і Гданськом, що має назву Тримісто (пол. Trójmiasto), і має населення близько 1 млн.

## Назва
- Гди́ня (пол. Gdynia, МФА: [ˈɡdɨɲa], польська вимоваⓘ; лат. Gdina, Civitas Gdinensis) — польська назва.
- Гді́ньо (кашуб. Gdiniô) — кашубська назва.
- Гді́нген (нім. Gdingen) — традиційна німецька назва.
- Готенга́фен (нім. Gotenhafen, «готська затока») — німецька назва в 1939—1945 роках.

## Географія

### Клімат
| Клімат Гдині (1976—2010) | Клімат Гдині (1976—2010) | Клімат Гдині (1976—2010) | Клімат Гдині (1976—2010) | Клімат Гдині (1976—2010) | Клімат Гдині (1976—2010) | Клімат Гдині (1976—2010) | Клімат Гдині (1976—2010) | Клімат Гдині (1976—2010) | Клімат Гдині (1976—2010) | Клімат Гдині (1976—2010) | Клімат Гдині (1976—2010) | Клімат Гдині (1976—2010) | Клімат Гдині (1976—2010) |
| Показник                 | Січ.                     | Лют.                     | Бер.                     | Квіт.                    | Трав.                    | Черв.                    | Лип.                     | Серп.                    | Вер.                     | Жовт.                    | Лист.                    | Груд.                    | Рік                      |
| Абсолютний максимум, °C  | 13,7                     | 11,2                     | 16,0                     | 24,8                     | 30,2                     | 32,1                     | 34,7                     | 29,3                     | 28,5                     | 22,1                     | 15,2                     | 14,1                     | 34,7                     |
| Середній максимум, °C    | 2,0                      | 2,8                      | 6,2                      | 11,6                     | 16,8                     | 20,4                     | 22,7                     | 22,5                     | 18,4                     | 12,2                     | 7,6                      | 4,3                      | 12,3                     |
| Середня температура, °C  | −0,6                     | 0,35                     | 2,25                     | 7,65                     | 12,0                     | 15,9                     | 18,75                    | 18,5                     | 15,1                     | 9,25                     | 5,65                     | 2,45                     | 8,94                     |
| Середній мінімум, °C     | −3,2                     | −2,1                     | −1,7                     | 3,7                      | 7,2                      | 11,4                     | 14,8                     | 14,5                     | 11,8                     | 6,3                      | 3,7                      | 0,6                      | 5,6                      |
| Абсолютний мінімум, °C   | −21,2                    | −12,6                    | −13,9                    | −4,6                     | −2,3                     | 4,7                      | 9,2                      | 7,7                      | −4,6                     | −3,8                     | −5,2                     | −14,5                    | −21,2                    |
| Норма опадів, мм         | 46.6                     | 40.6                     | 47.7                     | 36.6                     | 60.1                     | 59.6                     | 72.5                     | 74.9                     | 71.2                     | 68.7                     | 61.2                     | 57.8                     | 696.6                    |
| Днів з дощем             | 15                       | 11                       | 13                       | 13                       | 16                       | 15                       | 16                       | 17                       | 14                       | 18                       | 19                       | 16                       | 183                      |
| Днів зі снігом           | 11                       | 13                       | 10                       | 2                        | 0                        | 0                        | 0                        | 0                        | 0                        | 1                        | 6                        | 7                        | 50                       |
| Вологість повітря, %     | 82                       | 86                       | 79                       | 69                       | 63                       | 69                       | 71                       | 72                       | 82                       | 83                       | 84                       | 87                       | 77                       |
| ------------------------ | ------------------------ | ------------------------ | ------------------------ | ------------------------ | ------------------------ | ------------------------ | ------------------------ | ------------------------ | ------------------------ | ------------------------ | ------------------------ | ------------------------ | ------------------------ |
| Джерело: myweather2      |                          |                          |                          |                          |                          |                          |                          |                          |                          |                          |                          |                          |                          |

## Історія
Перша згадка про кашубське рибальське селище «Gdynia» датовано 1253 роком. Oxhöft, зараз відома як Оксивє (пол. Oksywie), зараз частина Гдині, згадується з 1209 року. У цій місцевості була побудована перша церква на узбережжі Померанії.
У 1380 році власник села, яке стало пізніше Гдинею, Пітер із Русокіну, віддав село Цистерціанському ордену, таким чином протягом 1382—1772 років Гдиня належала до цистерціанського абатства в Оліві. У 1789 році в селі був лише 21 будинок.
Область пізнішого міста Гдиня розділила свою історію з Помералією (Східна Померанія); за доісторичних часів це був центр Оксивської культури; пізніше терени заселені готами, ще пізніше слов'янами з деяким впливом пруссів. Як частина Померанії, це була провінція в складі Польщі в 990—1308 роках.
У 1309—1310 роках завойована Тевтонським орденом, а згодом стала частиною Королівської Пруссії в межах Королівства Польщі. Після першого поділу Речі Посполитої у 1772 році, у складі Королівства Пруссія, і як частина Пруссії стала частиною Німецької імперії.
У 1870 році село Gdingen мало приблизно 1200 мешканців. Гдиня не була бідним рибальським селом, а популярним туристичним місцем із декількома гостьовими будинками, ресторанами, кафе, декількома цегельними будинками і маленькою гаванню, з пірсом для маленьких торговельних суден. Перший кашубським мером Гдині був Ян Радка. Після Версальського договору 1919 року Гдиня поряд з іншими частинами Західної Пруссії стала частиною Польської республіка; одночасно, місто Данциг і навколишня область була оголошена вільним містом під егідою Ліги Націй.

### Будівництво морського порту
Рішення побудувати головне портове місто в селі Гдиня затвердив польський уряд взимку 1920 року. Це сталося після того, як працівники гавані портового Вільного міста Данциг оголосили страйк під час Польсько-радянської війни і Польська республіка зазнала потреби в портовому місті, яке було б під повним контролем, економічно і політично.
Будівництво портового міста Гдині було розпочато в 1921 році, але через фінансові труднощі будівництво проводилося повільно і з перервами; воно було прискорено після того, як Сейм (парламент) прийняв Акт про будівництво портового міста Гдиня 23 вересня 1922 року. До 1923 року були побудовані 550-метровий пірс, 175-метровий дерев'яний хвилеріз, і маленька гавань. Церемоніальне урочисте відкриття Гдині, як тимчасового військового порту і рибальської бази відбулося 23 квітня 1923 року, і перше морське судно прибуло 13 серпня 1923 року.

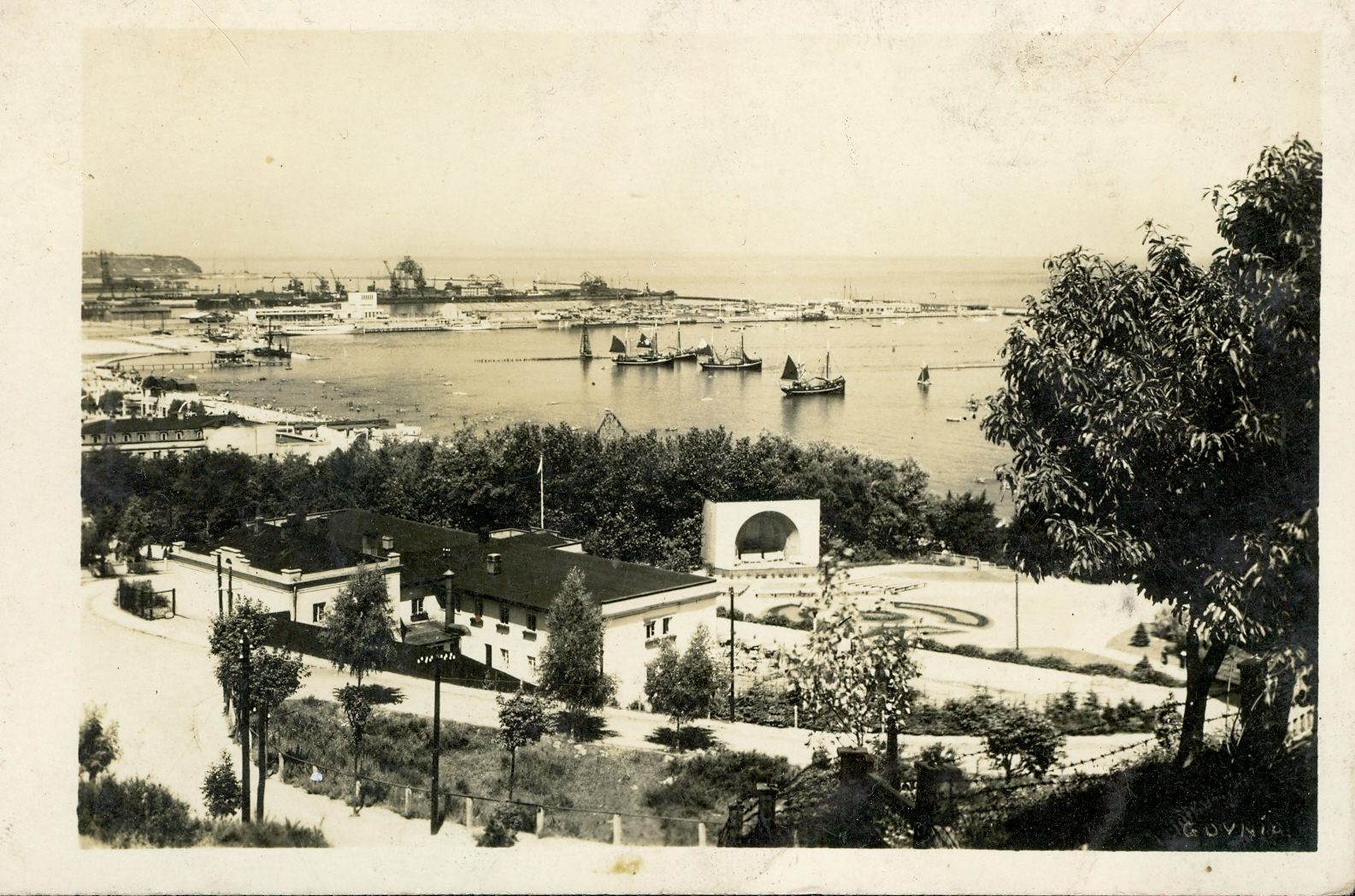
Гдиня, 1934 рік. Фото: Mare Nostrum

Щоб прискорити швидкість будівництва, польський уряд в листопаді 1924 року підписав контракт з Французько-польським консорціумом для будівництва портового міста Гдині, який в кінці 1925 року побудував семиметрової глибини гавань, південний пірс, частину північного пірса, залізницю, і також замовив устаткування для перевантаження. Роботи йшли повільніше, ніж очікувалось. Вони прискорилися лише після того, як у травні 1926 року збільшився польський експорт (завдяки німецько-польській торговельній війні, яка прив'язала польську міжнародну торгівлю до морських маршрутів), а також завдяки польському міністру промисловості і торгівлі, Євгену Квітковському, також відповідальному за будівництво Центрального індустріального регіону. До кінця 1930 року були побудовані доки, пірси, хвилеломи і багато допоміжних і промислових установок (як, наприклад, термінали, крани і холодильники).
Перевантаження підвищилися від 10 000 тонн (1924) до 2 923 000 тонн (1929). У цей час Гдиня була лише транзитним портом і через неї відбувався експорт вугілля. У 1931—1939 роки гавань Гдині була розширена, щоб стати універсальним морським портом. У 1938 році Гдиня була найбільшим і найсучаснішим портом на Балтійському морі, а також десятим за величиною в Європі. Перевантаження підвищилися до 8,7 млн тонн, що становило 46 % польської зовнішньої торгівлі. У 1938 році верф Гдині почала будувати її перше морське судно.

### Гдиня під час Другої Світової війни (1939—1945)
Місто і морський порт були окуповані у вересні 1939 німецькими військами і перейменовано на 'Gotenhafen' на честь готів, давнього германського племені. Приблизно 50,000 польських громадян, після збільшення гавані було репатрійовано. Гавань була перетворена на німецьку військово-морську базу.
Верф була розширена в 1940 році і перетворена на філію кільської верфі (Deutsche Werke Kiel A.G.). Гдиня стала первинною німецькою військово-морською базою, і будучи відносно віддаленою від театрів військових дій, дала притулок більшості з німецьких великих суден — лінійним кораблям і важким крейсерам.
Як портове місто, так і корабельня, зазнали декілька повітряних нальотів союзників у 1943 році, але отримали незначні пошкодження. Область портового міста значною мірою було знищено при відступі німецьких військ у 1945 році (90 % з будівель і устаткування були знищені).
Місто було також розташуванням нацистського концтабору Gotenhafen, підтабору концтабору Стуттгоф біля Данцигу.

### Гдиня після II Другої Світової війни
28 березня 1945 року Гдиня була зайнята радянськими військами й увійшла до польського Гданського воєводства.
4 грудня 1999 року, шторм знищив кран вантажопідйомністю 900 тонн.

## Українці в Гдині
Після поразки Перших визвольних змагань у Гдині осіли ветерани Армії УНР. На Гдиню, імовірно поширюавалася юрисдикція посла УНР в вільному місті Гданську Клима Павлюка. На Вітомінському цвинтарі у Гдині по вул. Witomińska 76 наявні поховання вояків Армії УНР Атанасія Криворотька (1903–1988) та Томи Ґарната (1899–1972). Могила Атанасія Криворотько знаходиться 13 секторі в 12 ряду, 6 могила.
Для легшого переведення транспортів української націоналістичної літератури неподалік Гданська у Гдині була створена ще одна станиця ОУН. Були опрацьовані шляхи транспорту, так що через них перевезено тисячі примірників «Сурми» так, що ні один номер не потрапив до рук польської поліції.

## Транспорт

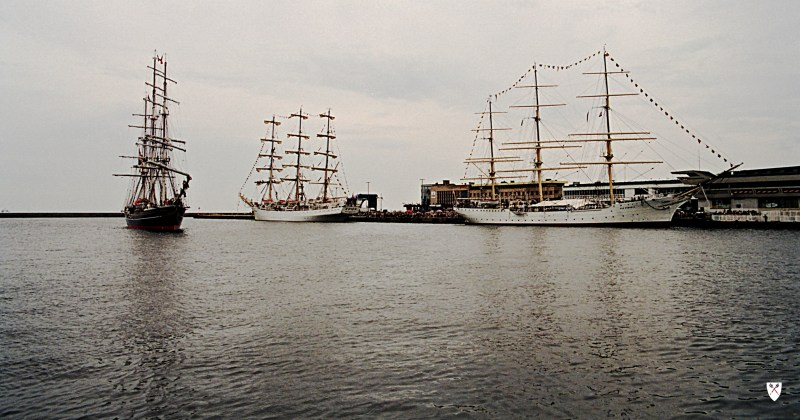
Регата великих вітрильників 2003; Stad Amsterdam, Дар Молоді і Дар Помор'я.

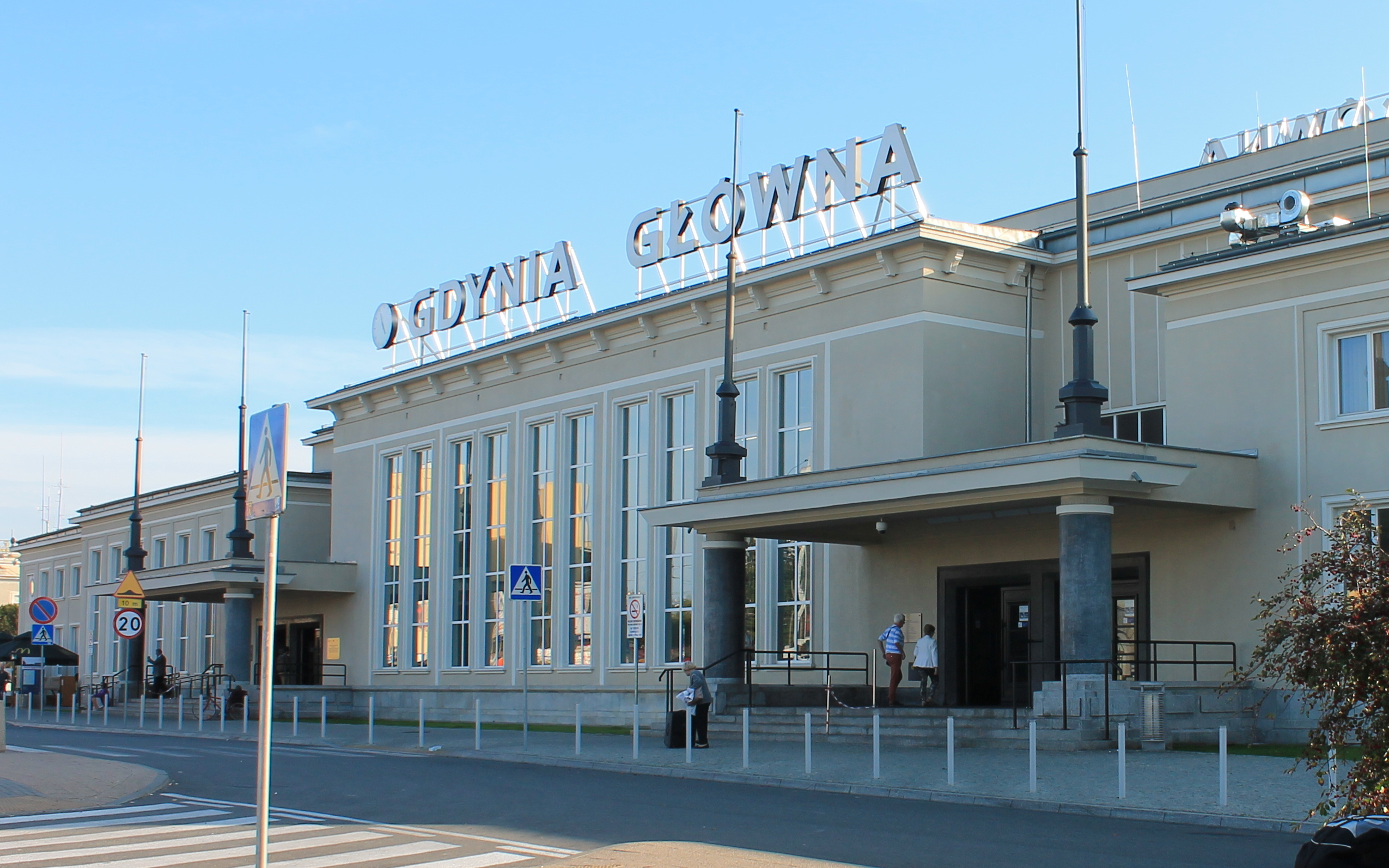
Гдиня-Головна

### Порт Гдиня
У 2007 році через порт пройшло 364 202 пасажири, 17 025 тис. тонн вантажів і 614 373 TEU контейнерів. Між Гдинею та Карлскруною, Швеція, курсує регулярне автомобільне поромне сполучення.

### Аеропорт
Головний аеропорт агломерації, Гданський аеропорт імені Леха Валенси, розташований приблизно за 25 км на південний захід від центру Гдині та має сполучення приблизно з 55 пунктами призначення. Це третій за пасажирообігом аеропорт у Польщі. Другий термінал авіації загального призначення призначення відкрито у травні 2012 року, що збільшило пропускну здатність аеропорту до 5 мільйонів пасажирів на рік.
Інший місцевий аеропорт (Аеропорт Гдиня-Косаково) розташований частково в селі Косаково, на північ від міста, а частково в Гдині. Цей аеропорт був військовим з часів Другої світової війни, але у 2006 році було вирішено, що аеропорт буде використовуватися для обслуговування цивільних. Роботи йшли повним ходом і мали бути готові до 2012 року, коли проєкт зазнав краху після рішення ЄС у лютому 2014 року щодо фінансування міста Гдині як нечесної конкуренції аеропорту Гданська. У березні 2014 року керуюча компанія аеропорту подала заяву про банкрутство, про що було офіційно оголошено у травні того ж року. Доля близько 100 мільйонів злотих державних коштів із Гдині залишається невідомою, документи не оприлюднюються, попри неодноразові запити жителів про це до мера міста Войцеха Щурека.

### Автомобільний транспорт
Автошлях Квятковського сполучає порт Гдині та місто з Кільцевою дорогою, а отже, з автострадою A1.
Національна дорога 6 сполучає Тримісто з агломерацією Слупськ, Кошалін і Щецин.

### Залізниця
Головною станцією в Гдині є залізнична станція Гдиня-Головна, а в Гдині є ще п'ять залізничних станцій. Місцеві послуги надає Швидкісна міська залізниця, що часто курсує поїздами, що охоплюють район Триміста, включаючи Гданськ, Сопот і Гдиню.
Потяги далекого прямування з Варшави через Гданськ закінчуються в Гдині, а також є прямі поїзди до Щецина, Познані, Катовиці, Любліна та інших великих міст. У 2011—2015 роках маршрут Варшава — Гданськ — Гдиня зазнає масштабної модернізації вартістю 3 мільярди доларів США, що частково фінансується Європейським інвестиційним банком, включаючи заміну колії, перебудову кривих і перенесення дільниць колії для забезпечення швидкості до 200 км/год, модернізацію станцій і встановлення найсучаснішої системи сигналізації ETCS. У грудні 2014 року нові високошвидкісні поїзди Alstom Pendolino були введені в експлуатацію між Гдинею, Варшавою та Краковом, що скоротило час поїздки до Гдині на 2 години.

## Населення і площа
| Рік  | Населення | Площа      |
| ---- | --------- | ---------- |
| 1870 | 1200      |            |
| 1920 | 1300      |            |
| 1926 | 12,000    | 6 км²      |
| 1939 | 127 000   | 66 км²     |
| 1945 | 70 000    | 66 км²     |
| 1960 | 150 200   | 73 км²     |
| 1970 | 191 500   | 75 км²     |
| 1975 | 221 100   | 134 км²    |
| 1980 | 236 400   | 134 км²    |
| 1990 | 251 500   | 136 км²    |
| 1994 | 252 000   | 136 км²    |
| 1995 | 251 400   | 136 км²    |
| 2000 | 255 420   | 135,49 км² |
| 2003 | 251 000   | 136 км²    |

Демографічна структура станом на 31 березня 2011 року:
|          | Загалом | Допрацездатний вік | Працездатний вік | Постпрацездатний вік |
| -------- | ------- | ------------------ | ---------------- | -------------------- |
| Чоловіки | 118 549 | 20 703             | 81 920           | 15 926               |
| Жінки    | 130 589 | 19 542             | 76 944           | 34 103               |
| Разом    | 249 138 | 40 245             | 158 864          | 50 029               |

Населення за роками:

## Міста-побратими
Гдиня утримує відносини з такими містами:
| Місто        | Держава         | Рік підписання документу |
| ------------ | --------------- | ------------------------ |
| Ольборг      | Данія           | 1987                     |
| Барановичі   | Білорусь        | 1993                     |
| Бруклін      | США             | 1991                     |
| Хайкоу       | КНР             | 2006                     |
| Калінінград  | Росія           | 1994                     |
| Карлскруна   | Швеція          | 1990                     |
| Кіль         | Німеччина       | 1985                     |
| Клайпеда     | Литва           | 1993                     |
| Котка        | Фінляндія       | 1988                     |
| Крістіансанн | Норвегія        | 1991                     |
| Кунда        | Естонія         | 2001                     |
| Лієпая       | Латвія          | 1999                     |
| Плімут       | Велика Британія | 1976                     |
| Сієтл        | США             | 1994                     |

## Відомі люди
- Кшиштоф Скура (1950—2016) — польський біолог, іхтіолог, океанограф.
- Ізабела Філіпяк (* 1961) — польська письменниця.
- Станіслав Барановський (1935—1978) — польський гляціолог.